# Todor Švrakić
Todor Švrakić (ur. 10 marca 1882 w Prijedorze, zm. 5 grudnia 1931 w Sarajewie) – bośniacko-serbski malarz, akwarelista.

## Życiorys
Pochodził z rodziny rzemieślniczej. Uczył się w szkole malarstwa Risto i Bety Vukanoviciów w Belgradzie. Jako protegowany Paji Jovanovicia w 1904 otrzymał stypendium stowarzyszenia Prosvjeta i rozpoczął studia w Akademii Sztuk Pięknych w Pradze, pod kierunkiem Vlaho Bukovaca, a następnie pod kierunkiem Františka Ženíška. Studia ukończył w 1910, a następnie mieszkał w Wiedniu. Po powrocie do Bośni w 1911 otworzył prywatną szkołę malarstwa w Sarajewie (pierwszą tego rodzaju w Bośni i Hercegowinie). W czasie II wojny bałkańskiej służył w armii serbskiej, w tym czasie malował pejzaże Kosowa. Po wybuchu I wojny światowej został uwięziony w Aradzie. Uwolniony w 1915. Po zakończeniu wojny pracował jako nauczyciel rysunku w Tuzli i w Sarajewie.
Był żonaty (żona Bosiłka), miał syna Mirka.

## Twórczość
Malował pejzaże, portrety i sceny rodzajowe, większość jego dzieł stanowiły akwarele. Swoje prace zaprezentował publicznie po raz pierwszy na wystawie zbiorowej stypendystów Prosvjety w Sarajewie w 1907, a następnie w Belgradzie w 1913. Za życia wystawiał swoje prace w Sarajewie, Nowym Sadzie i w Somborze.

## Pamięć
W 2010 w rocznicę pierwszej wystawy malarstwa zorganizowanej w Prijedorze władze tego miasta zorganizowały wystawę Todor Švrakić – sto lat później, na której zaprezentowano 21 prac artysty, ze zbiorów Muzeum Kozare, Galerii Sztuki Bośni i Hercegowiny, a także z prywatnej kolekcji.

## Galeria

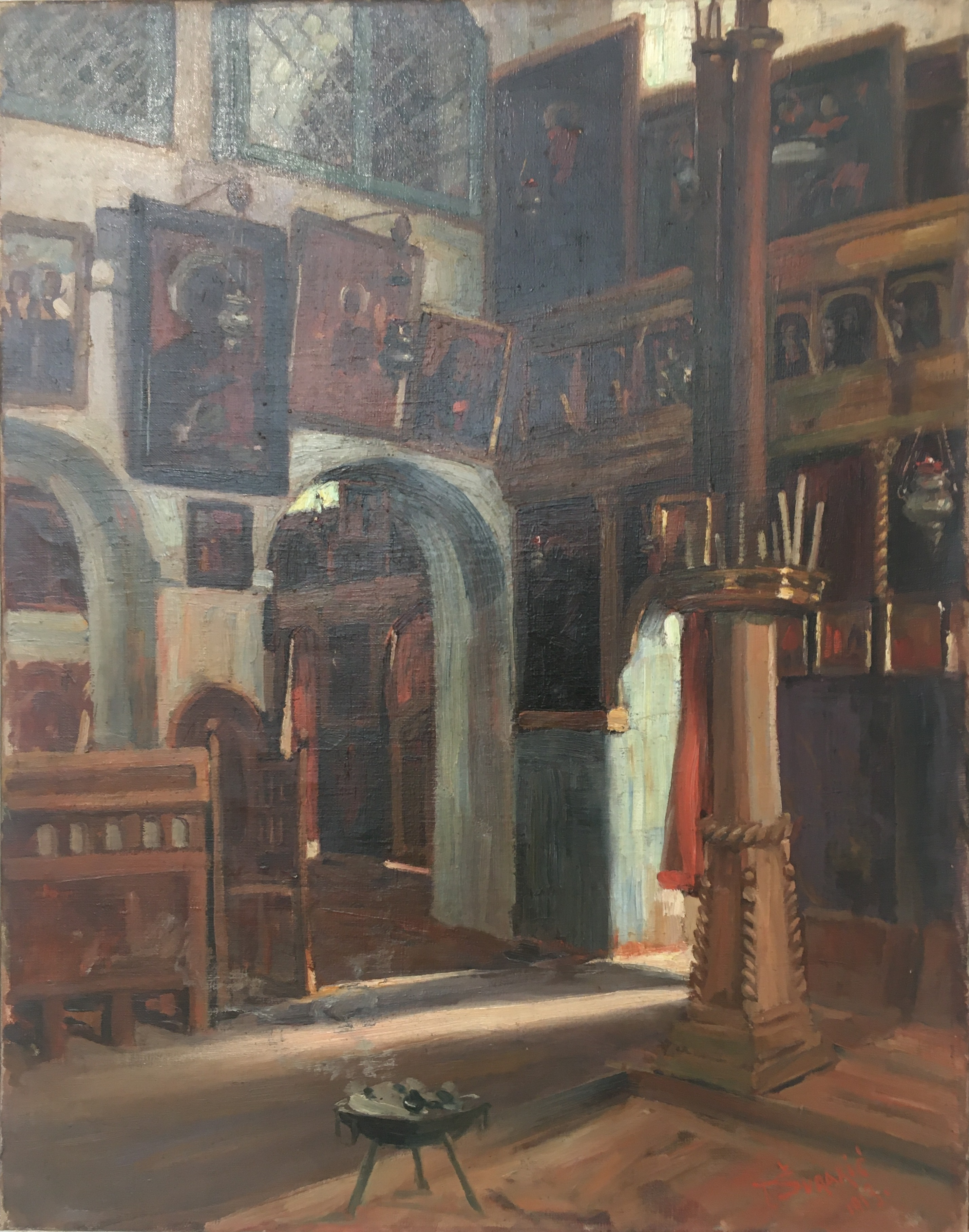
W starej cerkwi (1913)
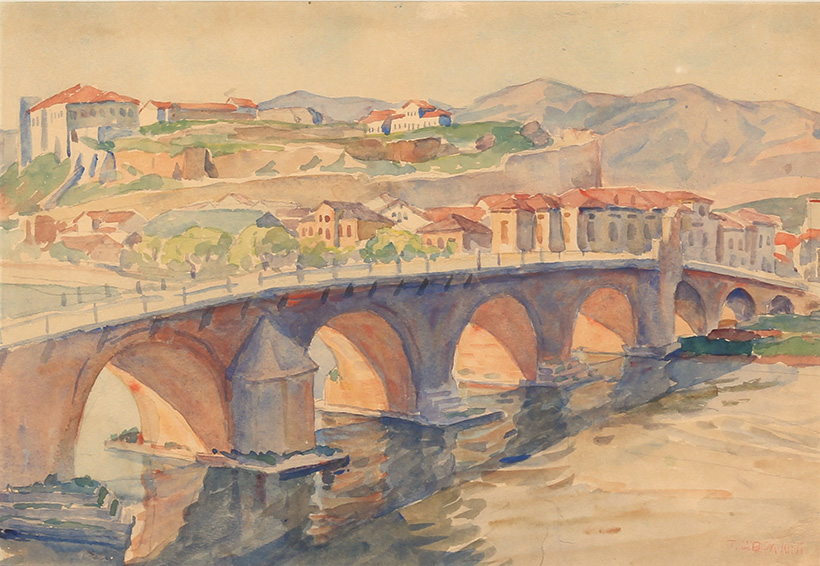
Most Cara Duszana na Wardarze (1919)
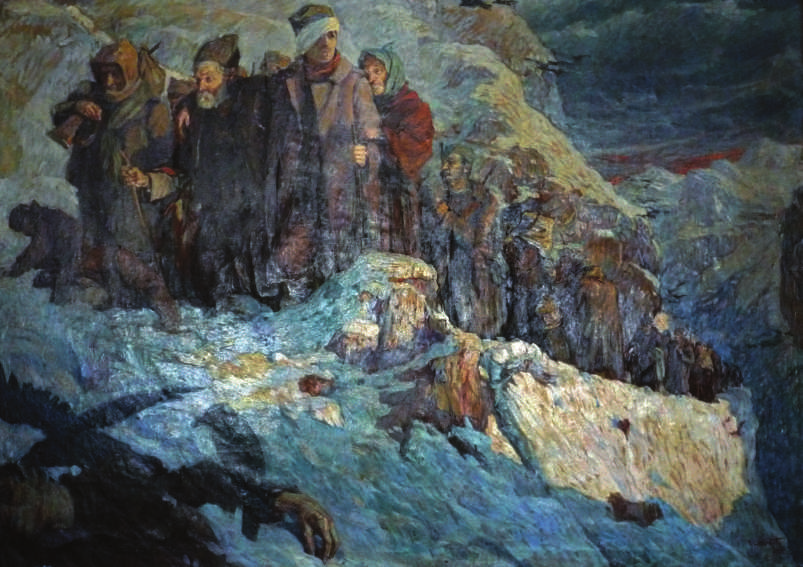
Przemarsz przez Albanię (1921)
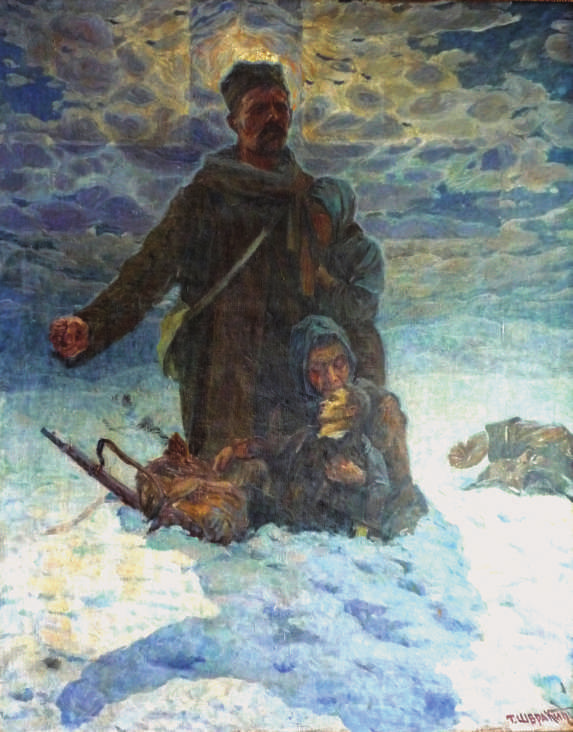
Męczennicy za wolność
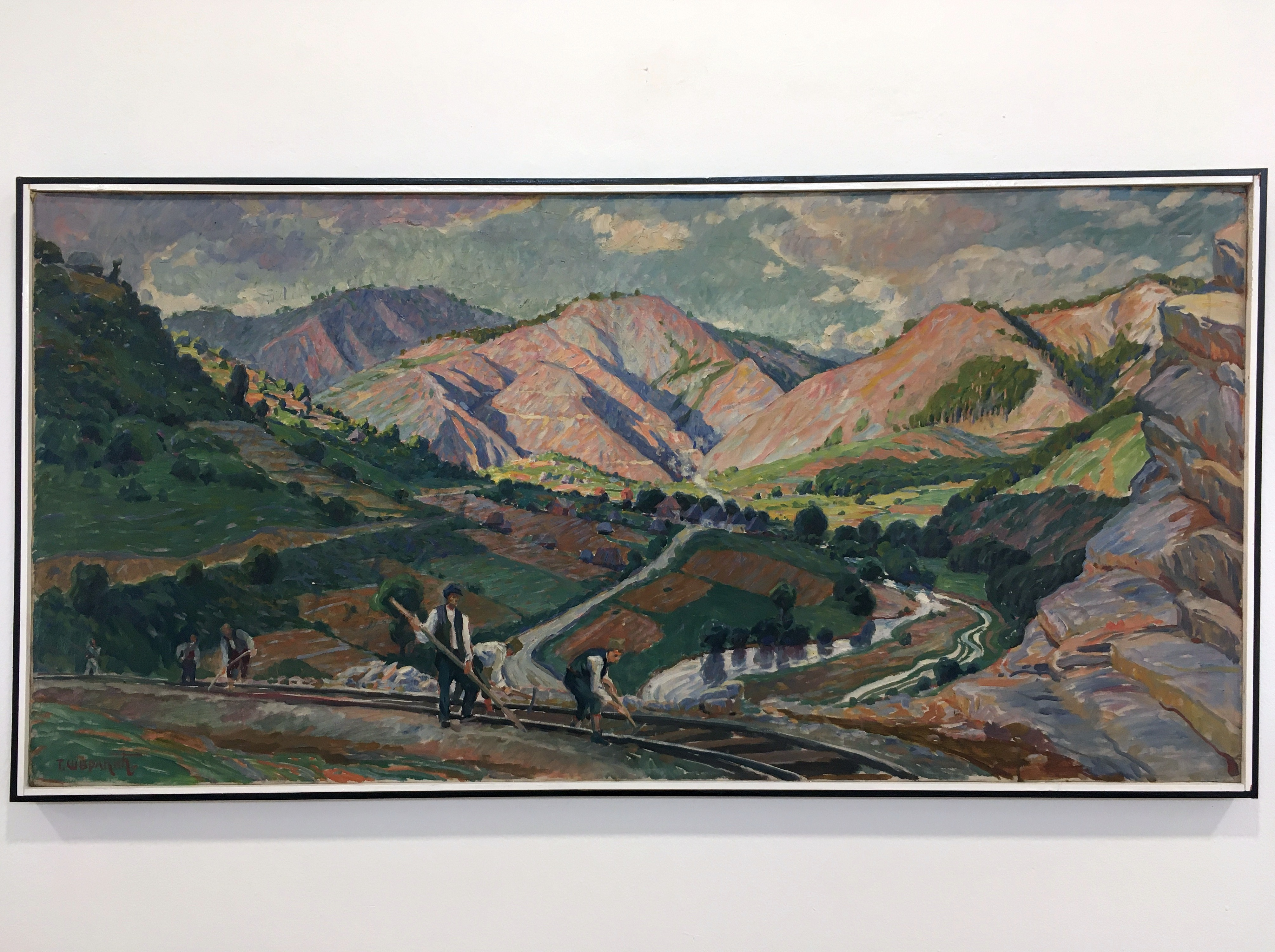
Planinski pejzaż
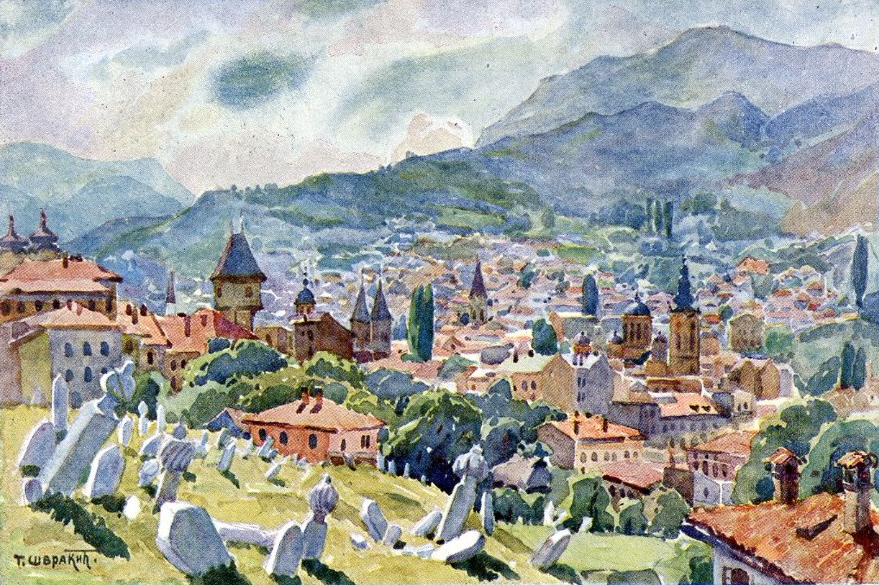
Sarajewo